# エイドリアン・ゴールズワーシー
エイドリアン・ゴールズワーシー（Adrian Keith Goldsworthy, 1969年-）は、イギリスの歴史学者。専門は古代ローマ史特に軍事史。

## 経歴
オックスフォード大学セント・ジョンズ・カレッジ卒業。カーディフ大学ジュニア・リサーチ・フェロー、キングス・カレッジ・ロンドン客員教授などを務めたのち、現在は著作に専念。

## 著書

### 単著
- The Roman Army at War 100 BC – AD 200 （OUP, 1996）
- Roman Warfare （Cassell, 2000）
  - 『図説 古代ローマの戦い』（遠藤利国訳、東洋書林、2003年）
- The Punic Wars （Cassell, 2000）
  - Reprint title: The Fall of Carthage: The Punic Wars 265–146 BC (Cassell, 2003）
- Fields of Battle: Cannae （Orion, 2001)
- In the Name of Rome: The Men Who Won the Roman Empire （Orion, 2003）
- The Complete Roman Army （Thames & Hudson, 2003） 
  - 『古代ローマ軍団大百科』（池田裕・古畑正富・池田太郎訳、東洋書林、2005年）
- Caesar: Life of a Colossus, （Yale University Press, 2006）
  - 『カエサル』上・下（宮坂渉訳、白水社、2012年）
- The Fall of the West: The Death of the Roman Superpower （Orion, 2009） 
  - U.S. title: How Rome Fell: Death of a Superpower（Yale University Press, 2009）
- Antony and Cleopatra （Yale University Press, 2010）
  - 『アントニウスとクレオパトラ』上・下（阪本浩訳、白水社、2016年）
- True Soldier Gentleman （George Weidenfeld & Nicholson, 2011）※小説
- Augustus: First Emperor of Rome （Yale University Press, 2014）
- Pax Romana：War, Peace and Conquest in the Roman World （Yale University Press, 2016）
  - 『古代ローマ名将列伝』（阪本浩訳、白水社、2019年）